# Tasmanophlebia nigrescens
Tasmanophlebia nigrescens – gatunek jętki z rodziny Oniscigastridae.

## Taksonomia
Gatunek opisany został w 1933 roku przez Roberta Johna Tillyarda jako Tasmanophlebiodes nigrescens.

## Opis
Imagines mają przednie skrzydła długości 10-12 mm, z polem kostalnym czarniawym ponad wierzchołkową połową. Tylne skrzydła samca z przyciemnieniem silniej niż u T. lacustris ograniczonym do nasadowej połowy pola kostalnego, a przednie przyciemnione tylko ponad żyłką analną.
Subimagines T. nigrescens i T. lacustris mają skrzydła prawie jednobarwne, przy czym u T. nigrscens jest nieco ciemniejszy i mniejszy.

## Biologia
Larwy tego gatunku wypływają z wody przed każdą wylinką.

## Rozprzestrzenienie
Gatunek endemiczny dla australijskiego stanu Nowa Południowa Walia, gdzie występuje w rejonie Góry Kościuszki (m.in. Spencer's Creek i górny bieg Murrumbidge).